# Master of Reality
Master of Reality é o terceiro álbum de estúdio da banda de heavy metal inglesa Black Sabbath. Lançado em 1971, o álbum é amplamente considerado o fundador dos gêneros doom, stoner e sludge metal. Dele saíram três singles: "Sweet Leaf", "Children of the Grave" e "After Forever". Nota-se que o disco possui uma mudança: o guitarrista Tony Iommi toca a guitarra afinada um tom e meio abaixo do tradicional, e Geezer Butler também toca o baixo na mesma afinação, o dó sustenido (C#). Master of Reality recebeu certificado de dupla platina nos Estados Unidos após vender mais de 2 milhões de cópias. Em 2017, foi eleito o 34º melhor álbum de metal de todos os tempos pela revista Rolling Stone.

## Faixas
Todas as letras escritas por Geezer Butler. Todas as músicas compostas por Black Sabbath, exceto onde anotado.
| N.º | Título                  | Música     | Duração |  |
| 1.  | "Sweet Leaf"            |            | 5:05    |  |
| 2.  | "After Forever"         |            | 5:26    |  |
| 3.  | "Embryo"                | Tony Iommi | 0:28    |  |
| 4.  | "Children of the Grave" |            | 5:17    |  |
| 5.  | "Orchid"                | Iommi      | 1:31    |  |
| 6.  | "Lord of This World"    |            | 5:26    |  |
| 7.  | "Solitude"              |            | 5:02    |  |
| 8.  | "Into the Void"         |            | 6:11    |  |

## Versões cover
Canções desse álbum foram regravadas por uma variedade de bandas.
"After Forever" foi gravada por Biohazard para o álbum Nativity in Black, um álbum tributo ao Black Sabbath, Aurora Borealis para o álbum Hell Rules: Tribute to Black Sabbath, Vol. 2, Deliverance no seu álbum de 1992, What a Joke, e Stryper no seu álbum "Fallen", de 2015.

A música "Solitude" foi gravada pela banda inglesa de doom metal Cathedral como uma faixa bônus para a versão europeia do álbum tributo ao Black Sabbath Nativity in Black de 1994, e depois por Ulver no seu álbum de 2007 Shadows of the Sun. A música também foi gravada pela banda de death metal Demented Saint.
| Críticas profissionais        | Críticas profissionais |
| Avaliações da crítica         | Avaliações da crítica  |
| Fonte                         | Avaliação              |
| ----------------------------- | ---------------------- |
| allmusic                      | [ 3 ]                  |
| Q                             | 5 de 5 estrelas.       |
| MusicHound                    | 4.5 de 5 estrelas.     |
| The Rolling Stone Album Guide | [ 4 ]                  |

"Into the Void" foi gravada pela banda de Stoner rock Kyuss para o split EP Kyuss/Queens of the Stone Age, pela banda de thrash metal Exhorder presente em seu álbum The Law de 1990 e pelo Soundgarden no seu EP SatanOscillateMyMetallicSonatas.
A banda de hard rock Godsmack gravou a música "Sweet Leaf" como uma faixa bônus para a edição especial japonesa de seu álbum de 2000 Awake e para o segundo volume da série Nativity in Black.
O riff de "Sweet Leaf" foi usado como base para a música "Sweat Loaf" do Butthole Surfers' do álbum Locust Abortion Technician.
A canção "After Forever", literalmente "Após a Eternidade", inspirou o nome da banda holandesa de metal sinfônico After Forever.
A banda de thrash metal Havok gravou a música "Children of the Grave", presente no álbum de 2013, Unnatural Selection.

## Créditos
Black Sabbath
- Tony Iommi - guitarra, sintetizador em "After Forever", flauta e piano "Solitude"
- Geezer Butler - baixo
- Ozzy Osbourne - vocais
- Bill Ward - bateria

Produção
- Produzido por Rodger Bain para Tony Hall Enterprises
- Gravado no Record Plant, Los Angeles
- Design e Fotografia do álbum Keef
- Direção de Arte Mike Standford
- Remasterizado por Ray Staff no Whitfield Street Studios
- Fotografia adicional por Ross Halfin e Chris Walter

## Catálogos
- LP Vertigo 6360 050 (UK Jul 1971)
- LP Warner Bros BS 2526 (US 1971)
- LP WWA WWA 008 (UK Dec 1973)
- LP NEMS NEL 6004 (UK Feb 1976)
- LP Vertigo 832707-1
- MC RCA MC F7419 (1980)
- MC Vertigo 832707-4
- CD Vertigo 832707-2
- CD Castle NELCD 6004 (1986)
- CD Essential/Castle ESMCD303 (UK - Mar 1996) - Remastered
- CD Sanctuary SMRCD033 (UK 2004)
- CD Warner/Rhino R2 73923-C (US 2004) - Black Box

## Desempenho nas paradas
| Ano  | Posições | Posições | Posições | Certificações                               |
| Ano  | UK       | NOR      | US       | Certificações                               |
| ---- | -------- | -------- | -------- | ------------------------------------------- |
| 1971 | 5        | 12       | 8        | Prata (UK) 2× Platina (US) Platina (Canadá) |